# Denis Iwanowitsch Fonwisin

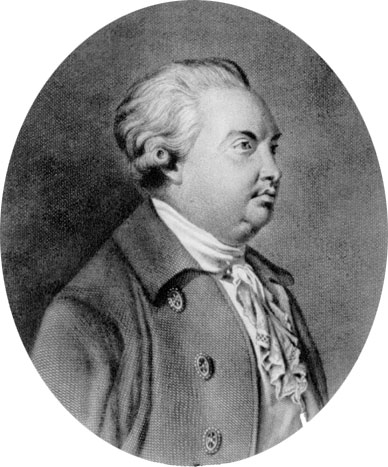
Denis Iwanowitsch Fonwisin

Denis Iwanowitsch Fonwisin (deutsch Dennis von Wiesen, russisch Денис Иванович Фонвизин, wiss. Transliteration Denis Ivanovič Fonvizin; * 3. Apriljul. / 14. April 1745greg. in Moskau; † 1. Dezemberjul. / 12. Dezember 1792greg. in Sankt Petersburg) war ein russischer Satiriker und Komödiendichter.

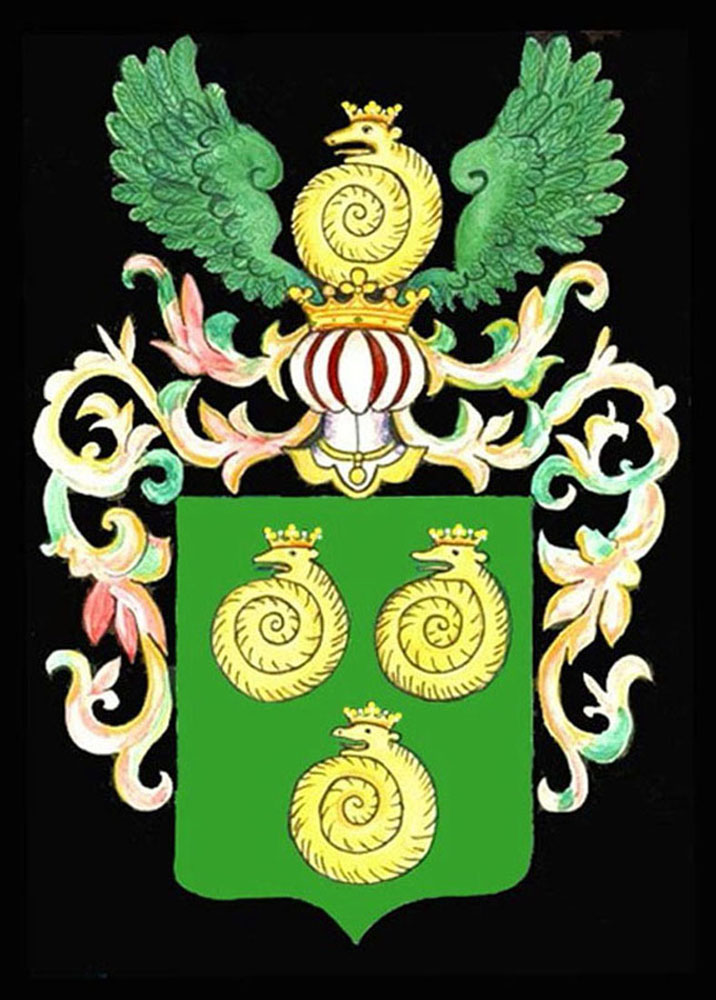
Das Familienwappen der Fonwisin

## Leben
Er war der Sohn von Iwan Andrejewitsch Fonwisin (1705–1785), einem deutsch-baltischen Gutsbesitzer einer Adelsfamilie in Livland, dessen Nachname sich vor seiner Russifizierung Von Wiesen schrieb. Der Vater war von 1766 an Staatsrat und Mitglied des Staatlichen Rechnungshofes der Hochschule (Государственная ревизион-коллегия), ab dem Jahre 1783 auch Mitglied des Regierungsrates. Denis Iwanowitsch Fonwisin erhielt eine sorgfältige Erziehung und trat später ebenfalls in den Staatsdienst ein. In seiner ersten Komödie Der Brigadier (1769) kritisierte er die mangelhafte Bildung und Unmoral der Beamtenschaft und des niederen Adels sowie die Gallomanie der jungen Generation.
Auf Denis Diderots Russlandreise von 1773 bis 1774 traf er den französischen Gelehrten, dessen Werke ihn in seinem weiteren Schaffen offenbar beeinflusst haben.
In den Jahren 1777/1778 reiste er ins Ausland. Eines seiner Hauptziele war die medizinische Fakultät der Universität Montpellier. Er beschrieb seine Eindrücke in den Lettres de France.
1782 vollendete er sein Hauptwerk, die gegen den rohen, ungebildeten Landadel gerichtete Komödie „Der Landjunker“ (Недоросль), die bei ihrer Aufführung im gleichen Jahr große Begeisterung auslöste. Sie war das erste russische Schauspiel mit einer fortschrittlichen politischen Tendenz. Die mit großer satirischer Kraft gestalteten Bilder der Leibeigenschaft wurden als gesellschaftliche Anklage verstanden.
Nach einer gegen Katharina die Große gerichteten Polemik wurde dem Dichter jede weitere literarische Tätigkeit untersagt. Fonwisin reformierte mit seinen Werken die russische Literatursprache und bahnte in Poesie, Dramatik und Prosa dem Realismus des 19. Jahrhunderts den Weg.
Neben Nikolai Iwanowitsch Nowikow war er vom Ende der 1760er Jahre an Vordenker und führender literarischer Repräsentant der russischen Aufklärung.

## Werke (Auswahl)
- Le Brigadier, comédie (1769), satire de la gallomanie en Russie
- Lettres de France (1777–1778)
- Le Mineur, comédie (1782)
- Essai de dictionnaire russe des synonymes (1783)